# 3470 Яроніка
3470 Яроніка (3470 Yaronika) — астероїд головного поясу, відкритий 6 березня 1975 року.
Тіссеранів параметр щодо Юпітера — 3,546.